# Copestylum rufoscutellare
Copestylum rufoscutellare är en tvåvingeart som först beskrevs av Philippi 1865.  Copestylum rufoscutellare ingår i släktet Copestylum och familjen blomflugor. Inga underarter finns listade i Catalogue of Life.